# Op voorraad
Op voorraad is een livealbum van Acda en De Munnik, verschenen op 27 september 1999. Het album werd opgenomen op 2 en 3 oktober 1998 in De Kleine Komedie in Amsterdam. Het bevat zowel oude als nieuwe nummers.
Het album werd in 2000 onderscheiden met een Edison in de categorie 'Kleinkunst'.
Als bonus-cd werd ook het album Live in de Orangerie meegeleverd.

## Medewerkers
- Thomas Acda - Zang, gitaar, mondharmonica
- Paul de Munnik - Zang en piano
- David Middelhoff - Basgitaar, gitaar en koor
- Kasper van Kooten - Drums, percussie en koor
- Diederik van Vleuten - Toetsen
- Peter Nijssen - Opnametechniek
- Frans Hendrix - Mixage
- Hay Zeelen - Mastering
- Daan van Rijsbergen - Eindproductie